# Sexman
Sexman var en av sex förtroendemän i en socken som hade att se till att fattade beslut på sockenstämman verkställdes, ansvara för underhåll av kyrkobyggnader och prästgård, samt att hjälpa kyrkoherden att övervaka kyrkotukten i socknen.
Genom 1862 års kommunalreform avskaffades systemet med sexmän, och de flesta av deras arbetsuppgifter övergick till fjärdingsmännen.

### Webbkällor
- Sexman i Nationalencyklopedins nätupplaga.